# Muravera

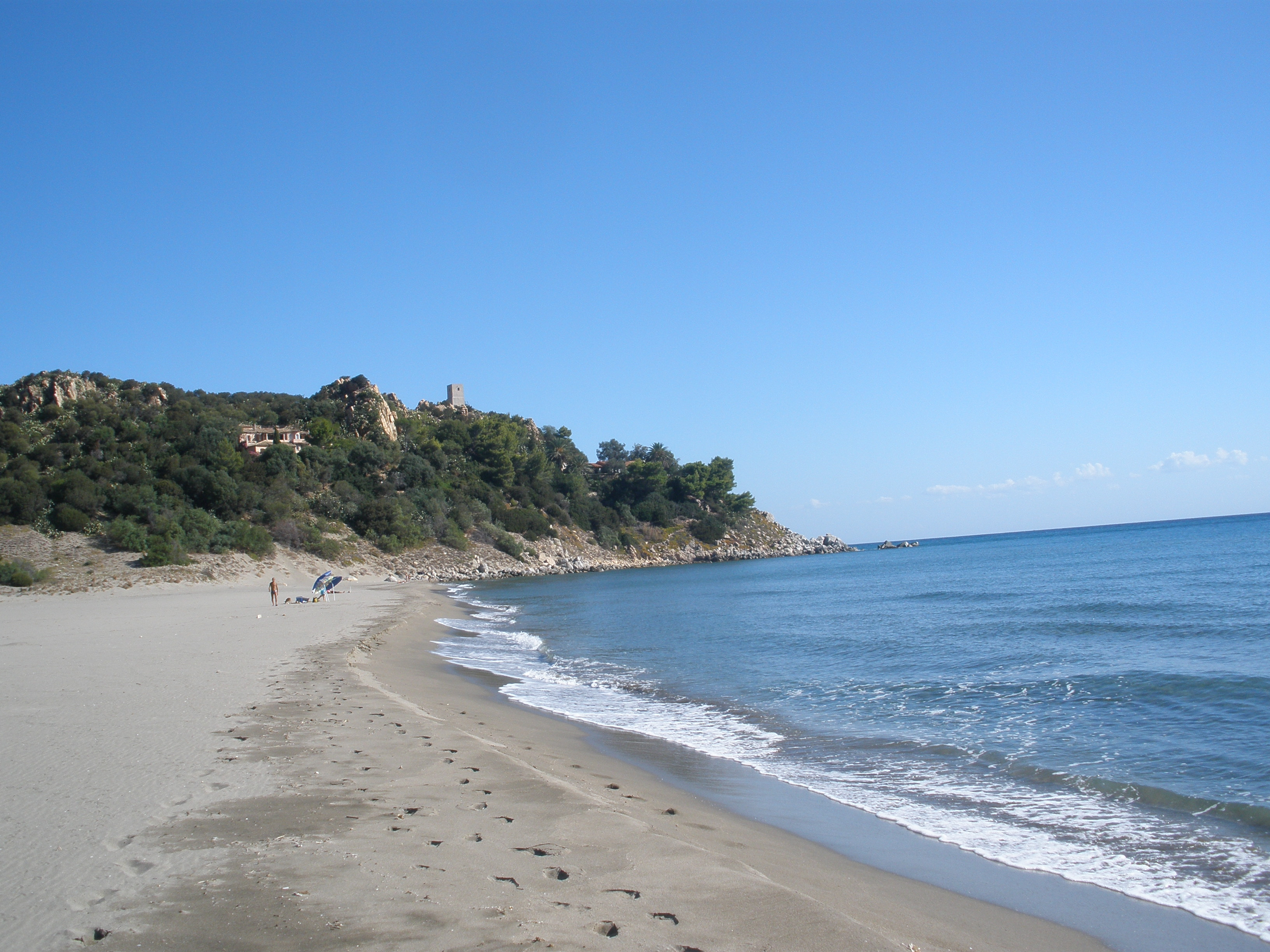
Spiaggia di Colostrai

Muravera (sardisch Murèra) ist eine  italienische Gemeinde im Südosten Sardiniens in der Metropolitanstadt Cagliari mit 5085 Einwohnern (Stand 31. Dezember 2023).

## Lage und Daten
Der Ort liegt etwa 63 km nordöstlich von Cagliari, etwa vier Kilometer südlich von Villaputzu und vier Kilometer südöstlich von San Vito. Castiadas, die dritte Nachbargemeinde, liegt im Süden. 
Muravera ist der wichtigste Ort in der Sarrabus. Die Küste von Muravera erstreckt sich über 30 km, mit den langen Stränden von Foce Flumendosa,  San Giovanni, Saline und bis Colostrai. Danach reicht die Felsenküste bis Capo Ferrato, wo man auf den acht Kilometer langen Strand der Costa Rei trifft.

## Geschichte
Die ersten Siedlungen in dieser Region entstanden um 6000 v. Chr. An archäologischen Funden sind jene von Piscina Rei am Nuraghen Scalas, am Nuraghe Asoru und in den Nuraghensiedlungen interessant. In der Nähe kann man die Menhire (ital. Perda fitta) von Cuili Piras besichtigen.
Aufgrund seiner geographischen Lage war Muravera von Piratenüberfällen betroffen. Aus diesem Grund wurden um 1600 n. Chr. Sarazenentürme gebaut (Torre delle saline, Torre dei dieci cavalli, Torre di Capo Ferrato).

## Wirtschaft
Die Küsten bieten Platz für drei große Fischereien in San Giovanni, Colostrai und Feraxi.
Muravera legt viel Wert auf das Handwerk, in der Produktion von Körben, Teppichen und Textilien. Eine Tradition ist der Bau von Launeddas, ein 2900 Jahre altes sardisches Blasinstrument. Die Landschaft wird am meisten für den Anbau von Zitruspflanzen, Weinreben und Reispflanzen benutzt. Spezialitäten der Region sind hausgemachtes Öl, Käse, Wein, Schinken, Brot und Liköre wie der Limoncino und Mirto.
Im Ort gibt es ein regionales Krankenhaus für Chirurgie, Medizin, Orthopädie, Gynäkologie und Radiologie. Außerdem existieren Augenärzte, Zahnärzte und Hautärzte. Außerdem gibt es auch eine Vorschule, eine Grundschule, eine Hauptschule, eine Realschule, eine Handelsoberschule, eine Oberschule für Geometer, eine Hotelfachschule und eine Landwirtschaftsschule.
In den Sommermonaten ist Muravera vor allem vom Tourismus geprägt, da sich in der Nähe zahlreiche Strände und touristische Anlagen befinden.

## Tourismus

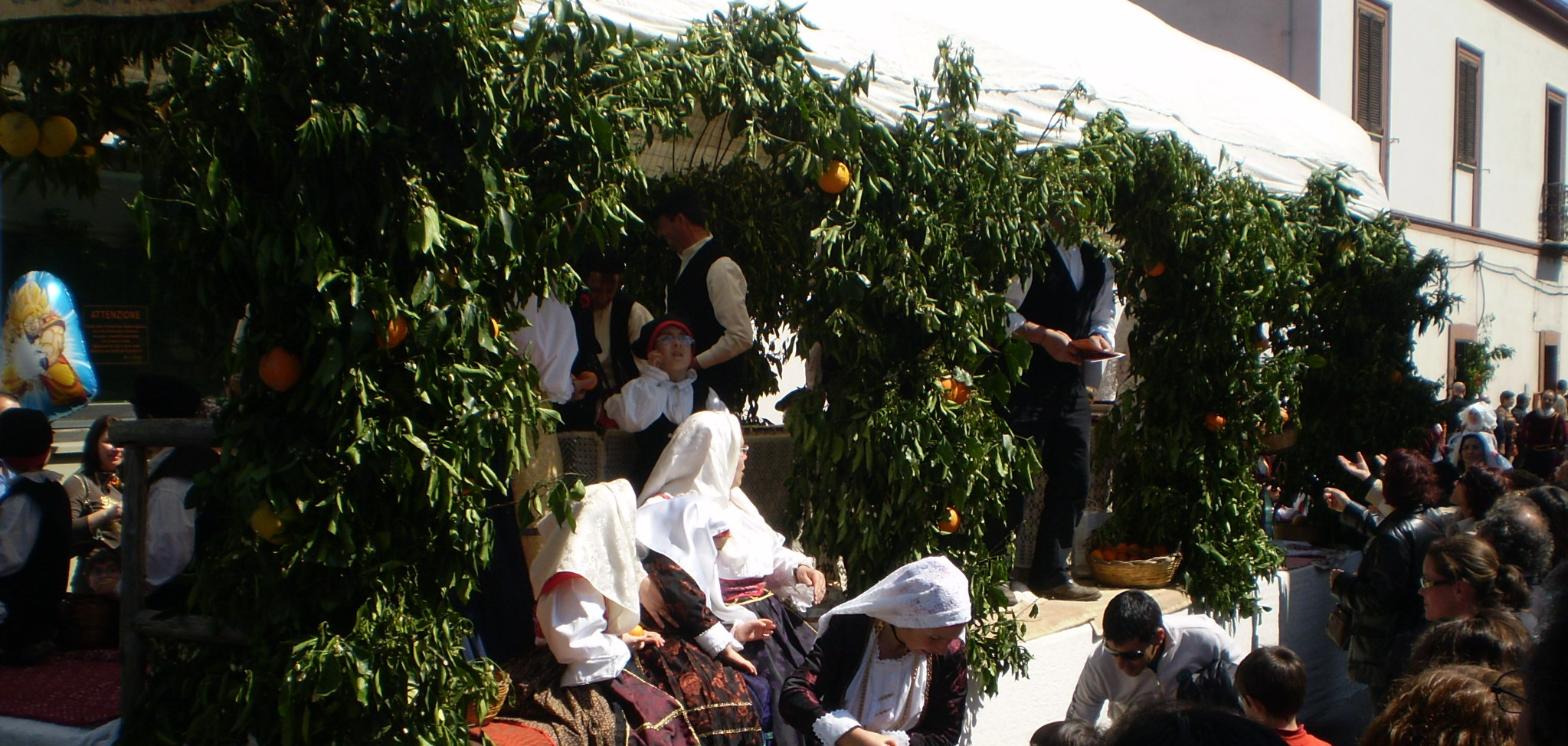
Sagra degli agrumi

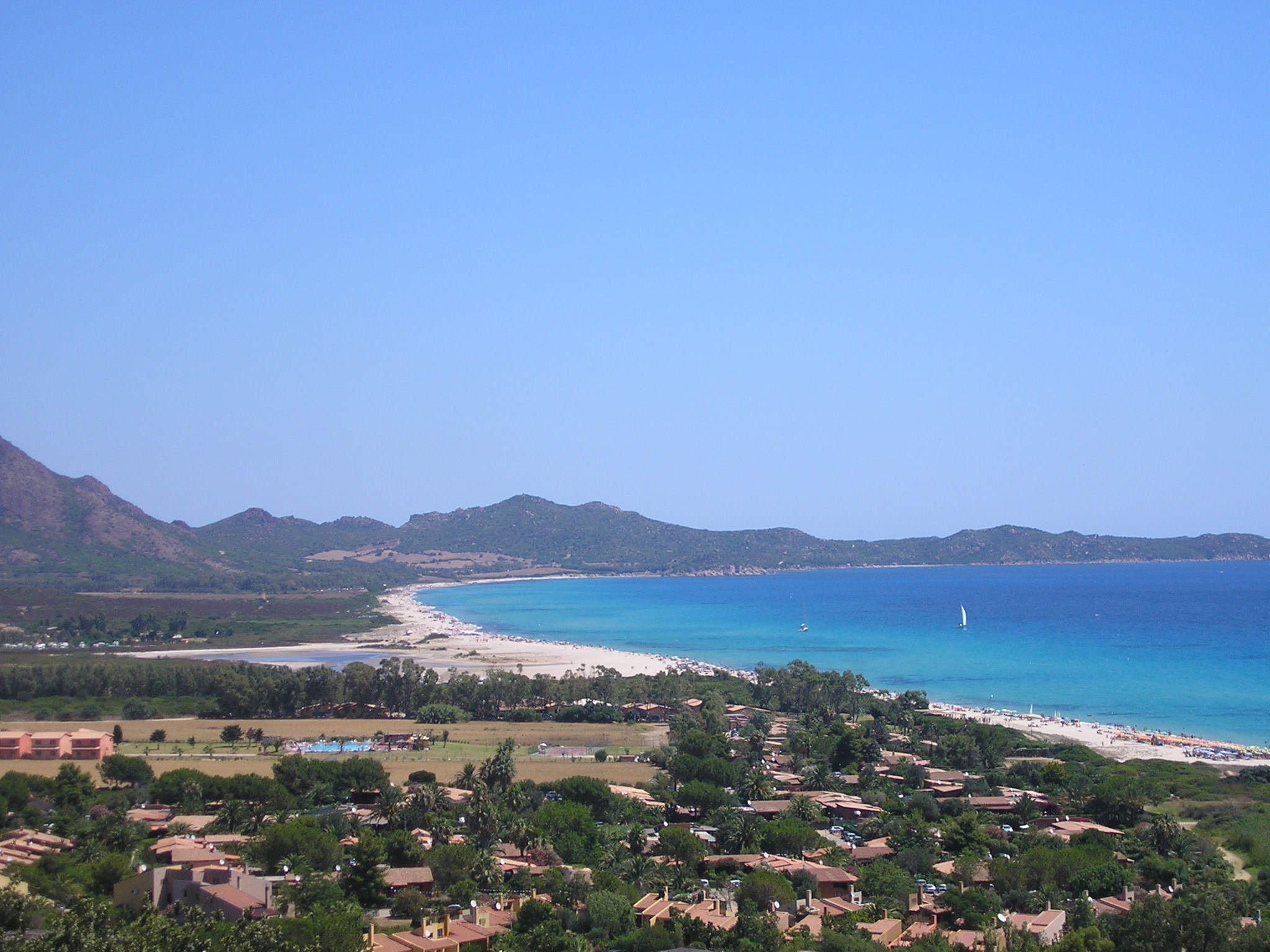
La spiaggia di Costa Rei

Sehr bedeutend ist der Anbau von Zitrusfrüchten, wodurch alljährlich im April das Zitrusfest Sagra degli agrumi gefeiert wird, das gleichzeitig die Tourismus-Saison eröffnet. Das erste Fest wurde im Februar 1961 organisiert. Mitte der 2010er Jahre wurden anlässlich des Festes Häuserwände von örtlichen Künstlern mit Murales bemalt, welche die Geschichte des Ortes darstellen sollen. Solche Wandmalereien sind im gesamten Ort zu finden.

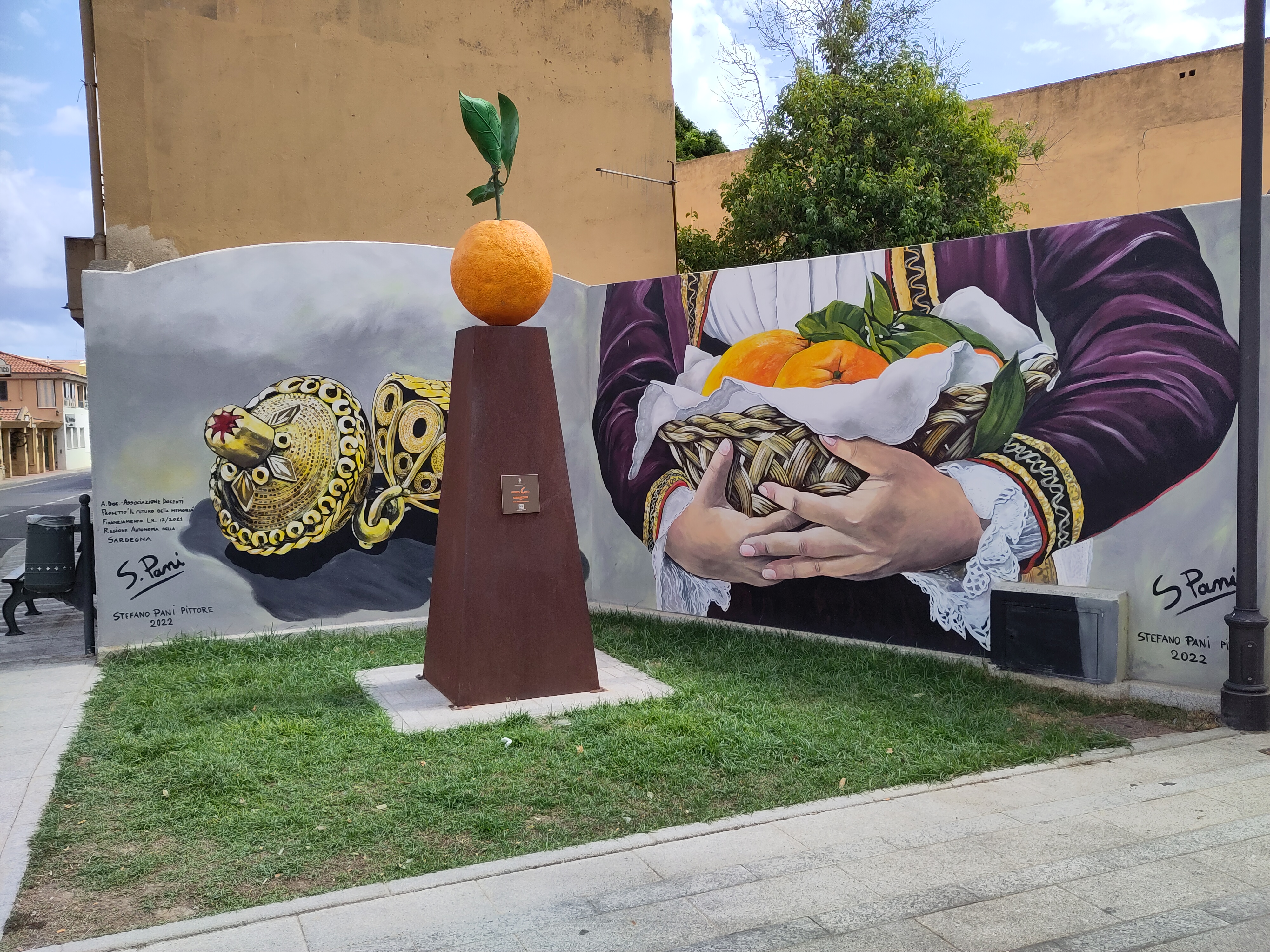
Skulptur einer Orange